# 新宿大ガード

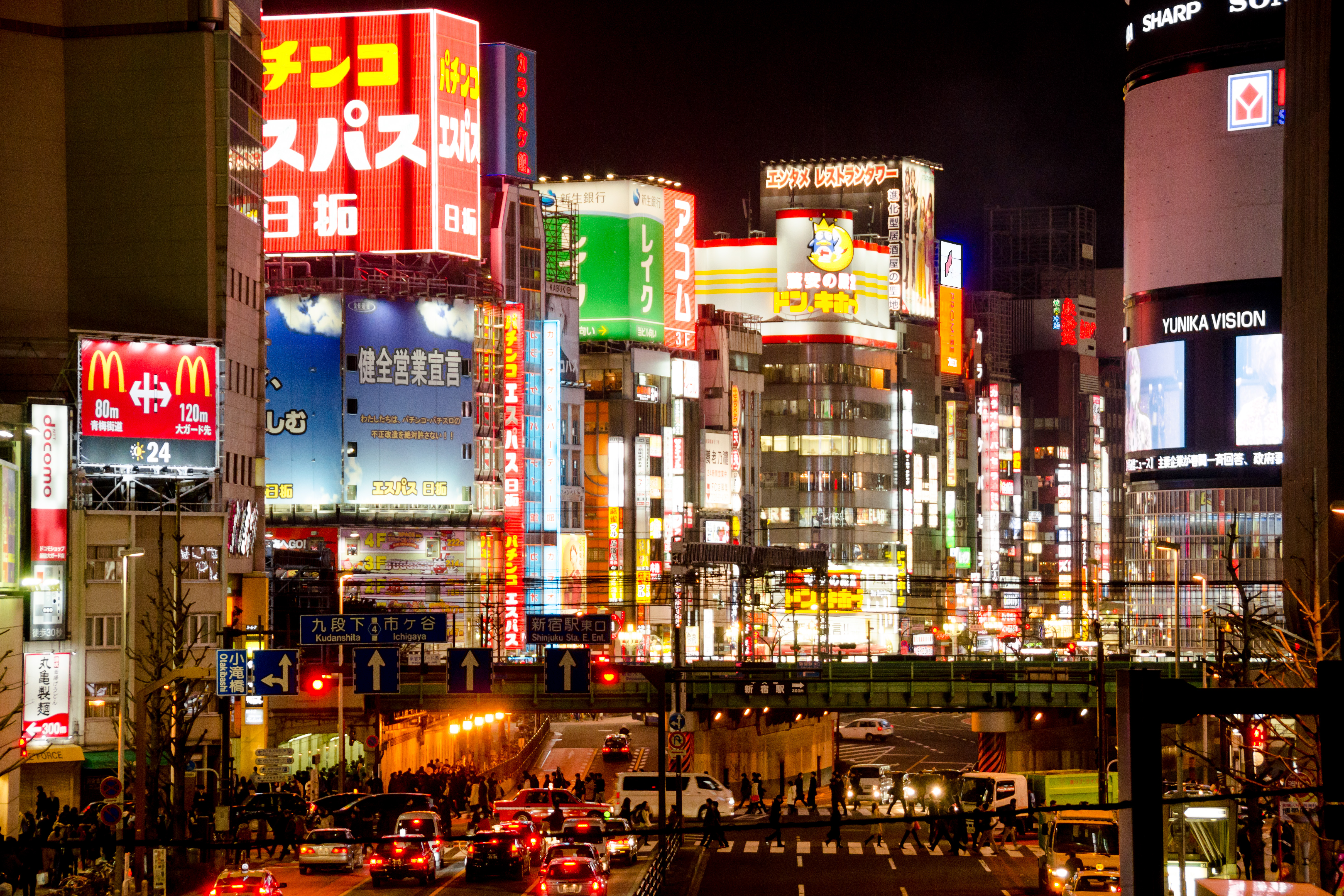
新都心歩道橋より新宿大ガード・新宿大ガード西交差点を臨む。奥に見えるのは新宿歌舞伎町の歓楽街。

新宿大ガード（しんじゅくおおガード）は、東京都新宿区新宿と同区西新宿の境界線上に存在するガード（架道橋・鉄道橋）である。正式名称は青梅街道架道橋（おうめかいどうかどうきょう）。単に大ガードと呼ぶ場合もある。線路上を200メートルほど南側に進むと角筈ガードが存在する。

## 概要
新宿大ガードを挟んで、東側には新宿大ガード東交差点、西側には新宿大ガード西交差点が存在する。東側からは大ガードの奥に西新宿の高層ビル群が臨む、西側からは歌舞伎町の歓楽街を見ることができる。新宿大ガード東交差点のすぐ北側には西武鉄道新宿線西武新宿駅がある。
この場所は戦前から立体交差化がされていたが、初期の架道橋は現在のものより小規模であったとされる。1936年（昭和11年）〜1937年（昭和12年）にかけて、下を通る道路の拡幅に併せて、当架道橋の大久保側の拡築工事が行われた。現在は大ガードの上を中央緩行線、中央線快速、山手線、埼京線、湘南新宿ラインなどが通過する。立体交差する地上側は、両側合わせて10車線の車道に加え歩道がその左右に整備されている。歩道内は従来は単なるトンネルだったが、防犯上の問題から整備されてギャラリーオーガード「みるっく」があり、北側の壁面は絵画や書道といった区民の作品展示の場となっている。

## 接続する道路
- 小滝橋通り（新宿大ガード西交差点が起点）
- 東京都道414号四谷角筈線（新宿大ガード西交差点が終点）
- 青梅街道（新宿大ガード西交差点が起点）
- 靖国通り（新宿大ガード西交差点が起点）
- 新宿通り（新宿大ガード東交差点が終点）